# Usugli
Usugli (ros. Усугли) – wieś w Rosji, w Kraju Zabajkalskim, w rejonie tungokoczeńskim. W 2010 liczyła 790 mieszkańców.